# Seznam nemških znanstvenikov
Seznam nemških znanstvenikov je krovni seznam.

## Seznami
- seznam nemških anatomov
- seznam nemških antropologov
- seznam nemških arheologov
- seznam nemških astrofizikov
- seznam nemških astronomov
- seznam nemških bakteriologov
- seznam nemških biokemikov
- seznam nemških biologov
- seznam nemških botanikov
- seznam nemških dendrologov
- seznam nemških ekologov
- seznam nemških ekonomistov
- seznam nemških eksobiologov
- seznam nemških entomologov
- seznam nemških estetikov
- seznam nemških etimologov
- seznam nemških etnologov
- seznam nemških filologov
- seznam nemških filozofov
- seznam nemških fizikov
- seznam nemških fiziologov
- seznam nemških genetikov
- seznam nemških geodetov
- seznam nemških geofizikov
- seznam nemških geografov
- seznam nemških geologov
- seznam nemških herpetologov
- seznam nemških hidrologov
- seznam nemških horologov
- seznam nemških ihtiologov
- seznam nemških jezikoslovcev
- seznam nemških kartografov
- seznam nemških kemikov
- seznam nemških kinologov
- seznam nemških klimatologov
- seznam nemških kozmologov
- seznam nemških kriptologov
- seznam nemških lepidopterologov
- seznam nemških limnologov
- seznam nemških literarnih zgodovinarjev
- seznam nemških logikov
- seznam nemških matematikov
- seznam nemških meteorologov
- seznam nemških mikrobiologov
- seznam nemških mineralogov
- seznam nemških muzikologov
- seznam nemških nevrologov
- seznam nemških optikov
- seznam nemških ornitologov
- seznam nemških paleontologov
- seznam nemških psihiatrov
- seznam nemških psihologov
- seznam nemških računalnikarjev
- seznam nemških seizmologov
- seznam nemških sociologov
- seznam nemških teologov
- seznam nemških toksikologov
- seznam nemških umetnostnih zgodovinarjev
- seznam nemških virologov
- seznam nemških vojaških teoretikov
- seznam nemških zgodovinarjev
- seznam nemških zoologov